# Bezirksliga Oberschlesien Ost 1940/41
Die Bezirksliga Oberschlesien Ost 1940/41 (ab diesem Jahr 1. Klasse Oberschlesien Ost) diente, neben der Bezirksliga Niederschlesien 1940/41, der Bezirksliga Mittelschlesien 1940/41 und der Bezirksliga Oberschlesien West 1940/41 als eine von vier zweitklassigen Bezirksligen dem Unterbau der Gauliga Schlesien. Durch den völkerrechtswidrigen Gebietsgewinn im Rahmen des Überfalls auf Polen gab es immer mehr Vereine im nun vergrößerten Oberschlesien, so dass die ehemalige Bezirksliga Oberschlesien in dieser Saison in die Ligen Ost, für die neu hinzugekommenen Gebiete, und West, für die alten Gebiete, unterteilt wurden. Beide stellten einen extra Bezirksmeister für die Aufstiegsrunde zur Gauliga.
Die Bezirksliga Oberschlesien Ost wurde in dieser Saison in zwei Gruppen mit elf, bzw. neun Mannschaften im Rundenturnier mit Hin- und Rückspiel ausgetragen. Die beiden Gruppensieger spielten in zwei Finalspielen den Bezirksmeister aus. Am Ende setzte sich der RSG Myslowitz durch und qualifizierte sich dadurch für die Aufstiegsrunde zur Gauliga Schlesien 1941/42. Da beschlossen wurde, die Gauliga Schlesien zur nächsten Saison in die Gauliga Niederschlesien und die Gauliga Oberschlesien aufzuteilen, stiegen alle Mannschaften aus dieser Aufstiegsrunde auf. Zusätzlich durften der unterlegene Finalist und der Gruppenzweite der Gruppe, aus der der Bezirksmeister stammte, ebenfalls in die Gauliga Oberschlesien 1941/42 aufsteigen.

## Abteilung 1

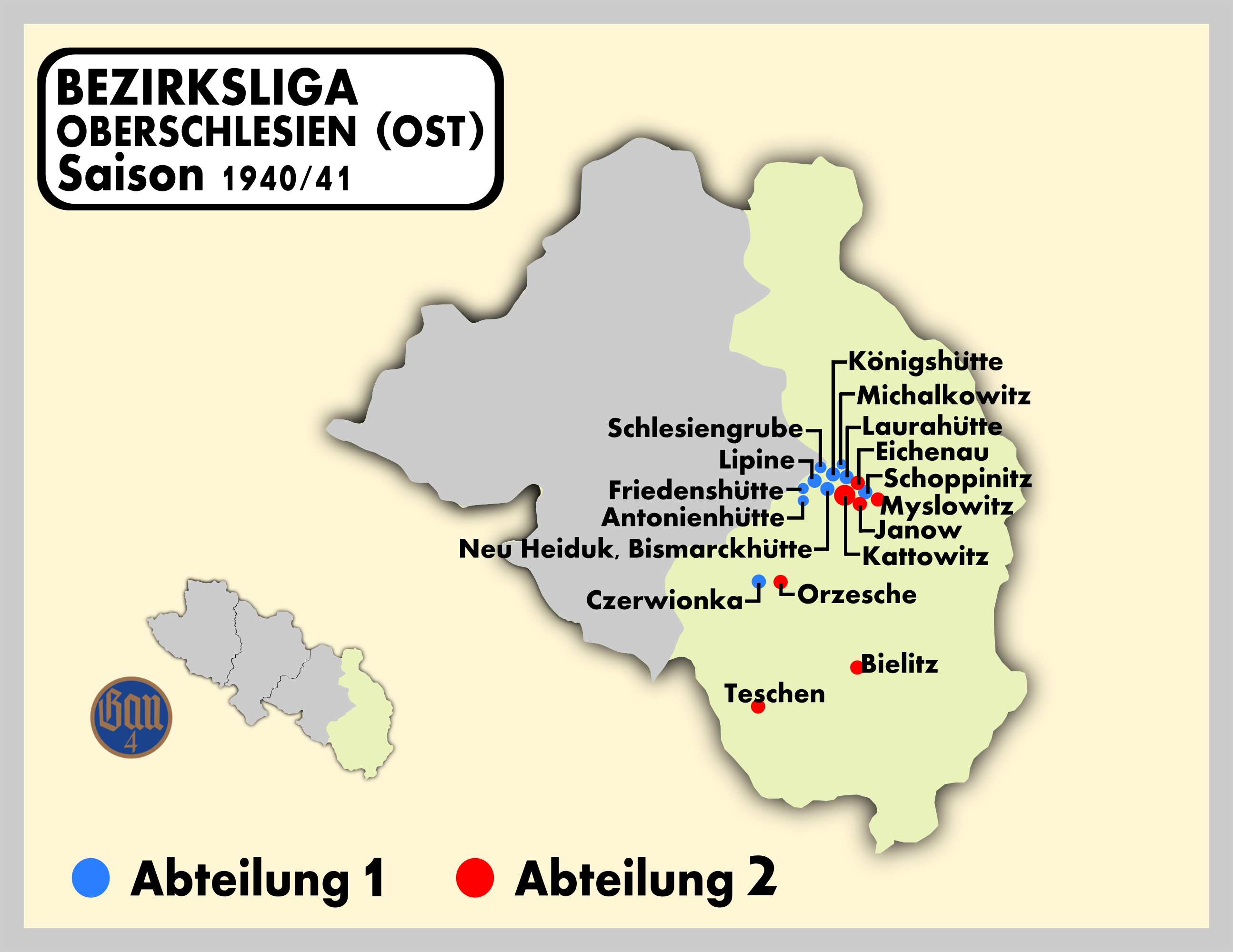
Spielorte der Bezirksliga Oberschlesien (Ost) 1940/41.

| Pl. | Verein                     | Sp. | S  | U | N  | Tore    | Quote | Punkte |
| --- | -------------------------- | --- | -- | - | -- | ------- | ----- | ------ |
| 1.  | Bismarckhütter SV 99       | 16  | 12 | 3 | 1  | 067:210 | 3,19  | 27:50  |
| 2.  | TuS Lipine                 | 16  | 12 | 2 | 2  | 059:190 | 3,11  | 26:60  |
| 3.  | RSG Schoppinitz            | 16  | 8  | 4 | 4  | 043:340 | 1,26  | 20:12  |
| 4.  | Bergknappen Königshütte    | 16  | 7  | 2 | 7  | 046:390 | 1,18  | 16:16  |
| 5.  | TuS Bergknappen Czerwionka | 16  | 5  | 4 | 7  | 049:510 | 0,96  | 14:18  |
| 6.  | SG Fortuna Schlesiengrube  | 16  | 4  | 3 | 9  | 036:560 | 0,64  | 11:21  |
| 7.  | ATV Laurahütte             | 16  | 4  | 2 | 10 | 035:490 | 0,71  | 10:22  |
| 8.  | TuS Friedenshütte          | 16  | 4  | 2 | 10 | 023:550 | 0,42  | 10:22  |
| 9.  | WSV Antonienhütte          | 16  | 4  | 2 | 10 | 022:560 | 0,39  | 10:22  |
| 10. | TuS Michalkowitz A         | 0   | 0  | 0 | 0  | 000:000 | 1,00  | 0:0    |
| 11. | SV 1918 Neu Heiduk A       | 0   | 0  | 0 | 0  | 000:000 | 1,00  | 0:0    |

## Abteilung 2
| Pl. | Verein                       | Sp. | S  | U | N  | Tore    | Quote | Punkte |
| --- | ---------------------------- | --- | -- | - | -- | ------- | ----- | ------ |
| 1.  | RSG Myslowitz                | 16  | 11 | 1 | 4  | 054:200 | 2,70  | 23:90  |
| 2.  | SG Ordnungspolizei Kattowitz | 16  | 9  | 5 | 2  | 029:160 | 1,81  | 23:90  |
| 3.  | RSG Kattowitz-Idaweiche      | 16  | 9  | 2 | 5  | 041:270 | 1,52  | 20:12  |
| 4.  | DSV Sturm Bielitz            | 16  | 8  | 1 | 7  | 029:350 | 0,83  | 17:15  |
| 5.  | TuS Janow                    | 16  | 6  | 4 | 6  | 038:450 | 0,84  | 16:16  |
| 6.  | RSG Orzesche                 | 16  | 4  | 4 | 8  | 035:360 | 0,97  | 12:20  |
| 7.  | TuS 1861 Myslowitz           | 16  | 5  | 2 | 9  | 039:540 | 0,72  | 12:20  |
| 8.  | DSC Teschen                  | 16  | 5  | 1 | 10 | 038:520 | 0,73  | 11:21  |
| 9.  | TuS 1909 Eichenau            | 16  | 4  | 2 | 10 | 025:430 | 0,58  | 10:22  |

## Finale Meisterschaft Bezirksliga
Im Finale um die Meisterschaft in der Bezirksliga trafen der Sieger der Abteilung 1, Bismarckhütter SV 99, und der Sieger der Abteilung 2, RSG Myslowitz, aufeinander. Das Hinspiel fand am 4. Mai 1941 in Bismarckhütte, das Rückspiel am 11. Mai 1941 in Myslowitz statt. Myslowitz konnte sich durchsetzten und nahm als ostoberschlesischer Vertreter an der Aufstiegsrunde zur Gauliga Schlesien 1941/42 teil, bei der alle teilnehmenden Mannschaften den Aufstieg erreichten. Durch die Aufsplittung der Gauliga Schlesien in die Ligen Niederschlesien und Oberschlesien durfte auch der unterlegene Finalist in die Gauliga Oberschlesien 1941/42 aufsteigen.
|                      | Gesamt |               | Hinspiel | Rückspiel |
| -------------------- | ------ | ------------- | -------- | --------- |
| Bismarckhütter SV 99 | 1:3    | RSG Myslowitz | 0:0      | 1:3       |